# グヮイヨ・セデーニョ
グヮイヨ・セデーニョ（Guayo Cedeño, 1974年1月7日 - 2022年3月11日）
は、ホンジュラス生まれのミュージシャンで音楽プロデューサー。
ホンジュラスのトップ・ギタリストと言われる名手で、
アウレリオ・マルティネスなどのガリフナ音楽系ミュージシャンらと多くの音楽創作活動を行っている。
長年、
様々なミュージシャンやバンドのスタジオ・ミュージシャン（Sideman）として主に活動してきたが、
2015年には初のソロ・アルバム発売を予定している。
それに先立ち、彼のバンドは、2014年のワールドミュージック・エキスポにおいて、
アウレリオ・マルティネスと共にステージを行うなど、
ワールドミュージックの分野で注目を集めている。

## 来歴
2014年10月のワールドミュージック・エキスポに参加し、
「WOMEX 14 Official Showcase Selection」の１つとしてステージを行った。
2022年3月11日に、呼吸器疾患にて死去、48歳没。

## ディスコグラフィー
- Coco Bar (2015)[注 2][2]